# Calyptranthes crebra
Espèce
Statut de conservation UICN

 VU D2 : Vulnérable
Calyptranthes crebra est une espèce de plantes à fleurs de la famille des Myrtaceae.
Selon Plants of the World Online, c'est un synonyme de Myrcia crebra. Selon ce site, c'est un arbre poussant en milieu tropical humide en Amérique du Sud. On le trouve du sud du Venezuela jusqu'au nord du Pérou en passant par l'est de la Bolivie et le Brésil.

## Publication originale
- Fieldiana, Botany 29(3): 181. 1956.